# Penrith Castle

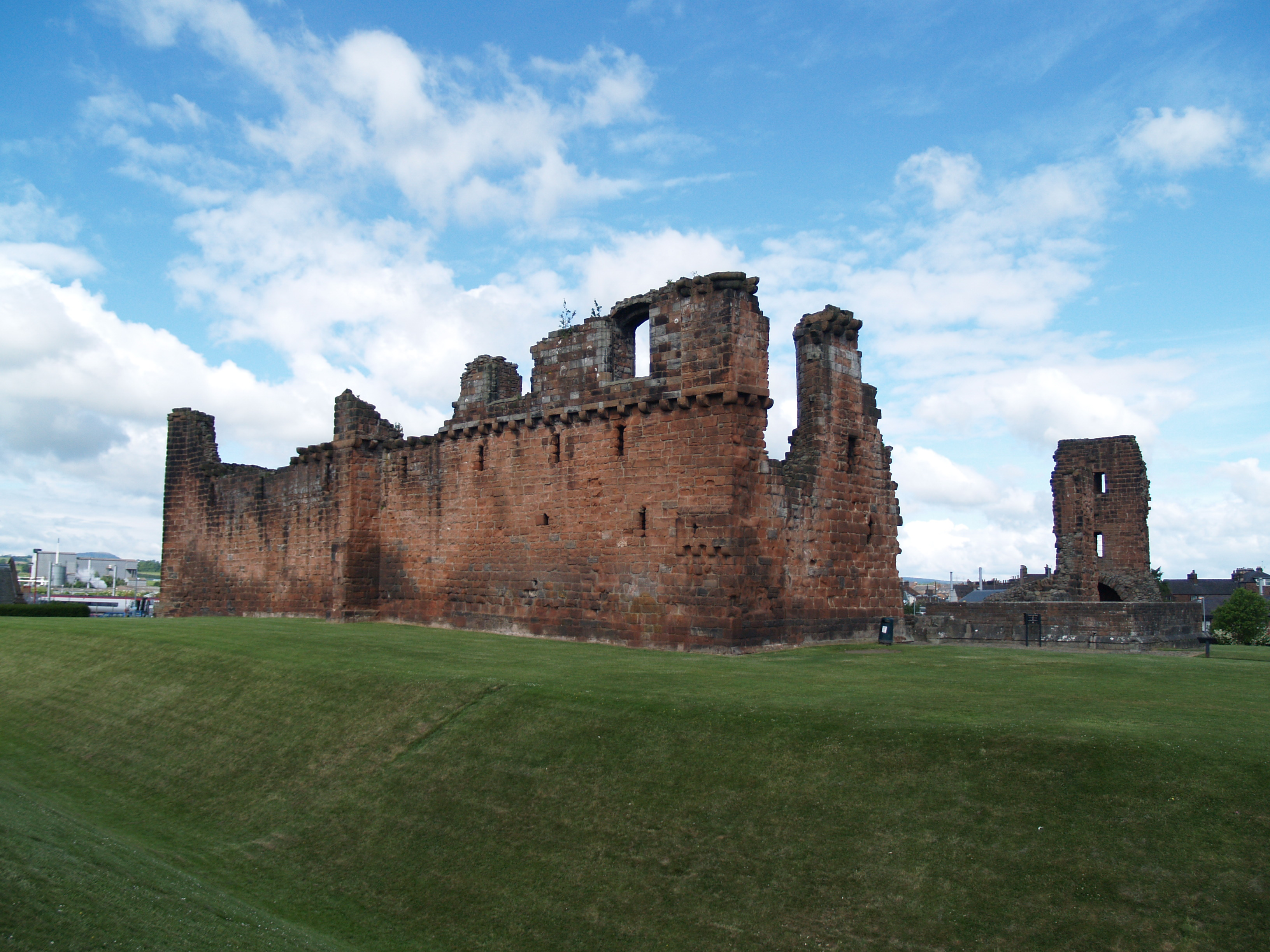
Außenansicht von Penrith Castle und Reste des Burggrabens (2008)

Penrith Castle ist eine Burgruine in Penrith in der englischen Grafschaft Cumbria, wenige Kilometer westlich des Lake District National Park.

## Frühe Geschichte
Das Gelände der Burg im Westen der Stadt war vermutlich ein römisches Heerlager, da es vierseitige, unregelmäßige Begrenzungen hat.

## Ursprünge im 15. Jahrhundert
Penrith Castle wurde von 1399 bis 1470 als Verteidigungseinrichtung gegen die Überfälle der Schotten gebaut. Man sagt, dass es, anders als viele andere Burgen im Norden Englands, keine Zeichen höheren Alters zeige. Die Herrschaft von Penrith wurde 1397 als Lehen an den neu ernannten Earl of Westmorland geschaffen, aber die Burg wurde erstmals in einem Lehensvertrag von 1437 urkundlich erwähnt. Früher dachte man, dass sie von William Strickland, der später Bischof von Carlisle wurde, gebaut worden wäre, aber die späte urkundliche Erwähnung, so meint man heute, weise darauf hin, dass der wahrscheinlichste Erbauer Richard Neville, 5. Earl of Salisbury, war. Man weiß allerdings nicht, ob er die Burg auf unbebautem Grund bauen ließ oder ob er Stricklands Bau als Kern seiner neuen Burg verwendete. Man nimmt nun eher an, dass Strickland Hutton Hall in der Nähe der Kirche von Penrith bauen ließ und dass weiters das Verzeichnis der feudalen Gutsbesitzer in England zeigt, dass Strickland das Gelände der späteren Burg gar nicht gehörte. Es gibt einen möglichen Hinweis auf einen Bau auf dem Gelände der Burg schon 1412 und man weiß, dass Ralph Neville im Folgejahr der Bau eines Turmes dort von seinem Sitz in Raby aus gestattet wurde. Wie auch immer, scheint es sehr unwahrscheinlich, dass die Burg nicht von einem Baron, sondern von den Bewohnern selbst zu ihrem Schutz errichtet worden wäre, wie es einmal behauptet wurde.

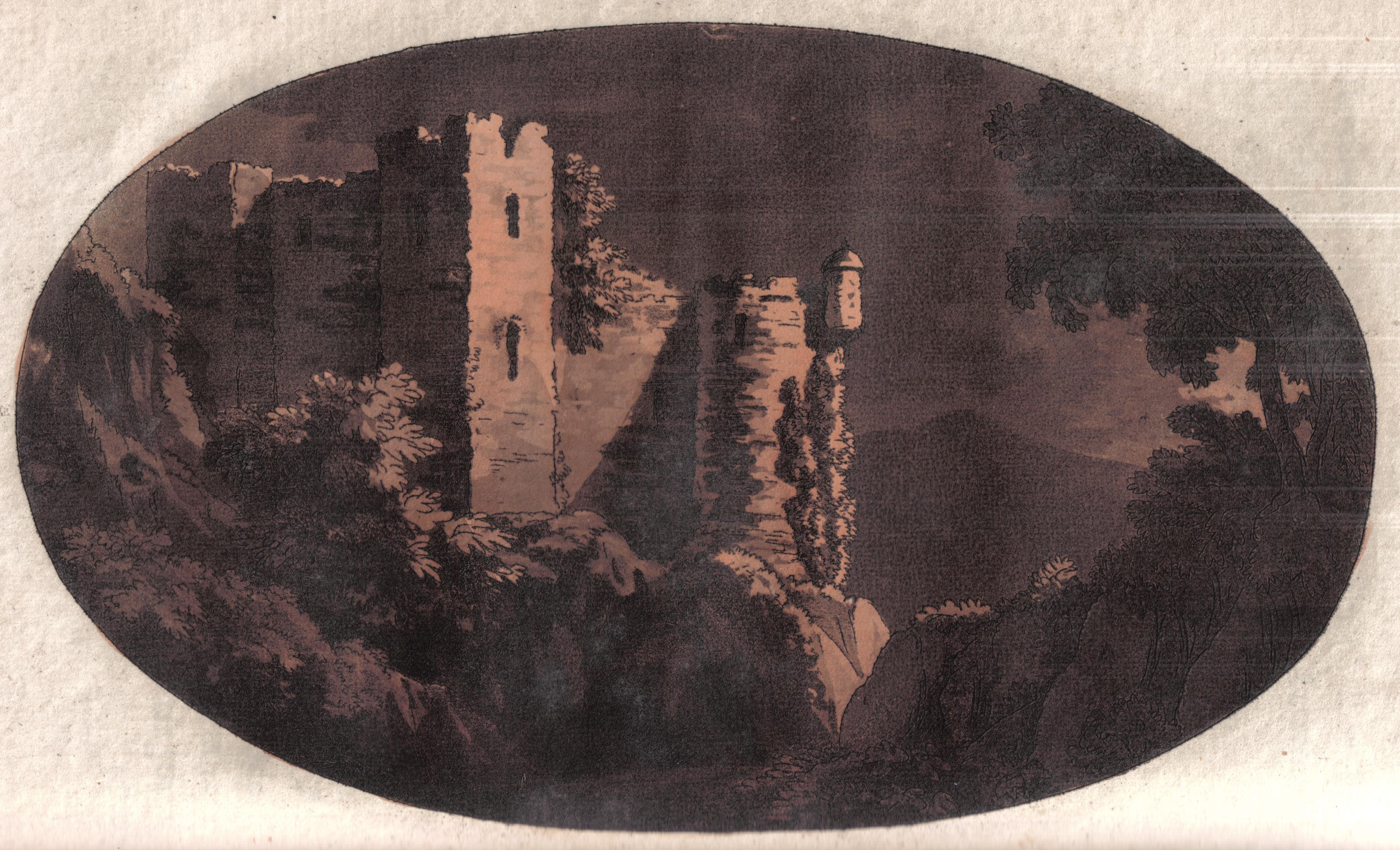
Penrith Castle 1772.

Grundherrschaft und Burg von Penrith wurden im 15. Jahrhundert zur wichtigsten Besitzung der Familie Neville und ihre wichtigste Patronatsquelle vor Ort. 1441–1444 gab Lord Salisbury die Grundherrschaft von Penrith weiter an Lumley, den Bischof von Carlisle, der damals Warden of the West March war, und Professor A. J. Pollard schätzte, dass die Ländereien der Nevilles in Penrith etwa £ 350 Wert gewesen seien.
Nach Lord Salisburys Tod in der Schlacht von Wakefield 1460 erbte Richard Neville, 16. Earl of Warwick, der „Königsmacher“, Burg und Grundherrschaft, fiel aber selbst in der Schlacht von Barnet, ohne einen männlichen Erben zurückzulassen, und so fielen Burg und Grundherrschaft zurück an die Krone. Sie wurden 1471 Richard, Duke of Gloucester, von König Eduard IV. zu Lehen gegeben, der Penrith als Basis nutzte, als er „effektive Maßnahmen“ gegen die Schotten einleitete und auch „die Einnahmen der Ländereien einstrich“, was den Forest of Cumberland betraf. Zur gleichen Zeit wurde der Herzog für fünf aufeinander folgende Jahre zum Sheriff of Cumberland ernannt wurde und 1478 als „von Penrith Castle“ beschrieben.

## Spätere Geschichte

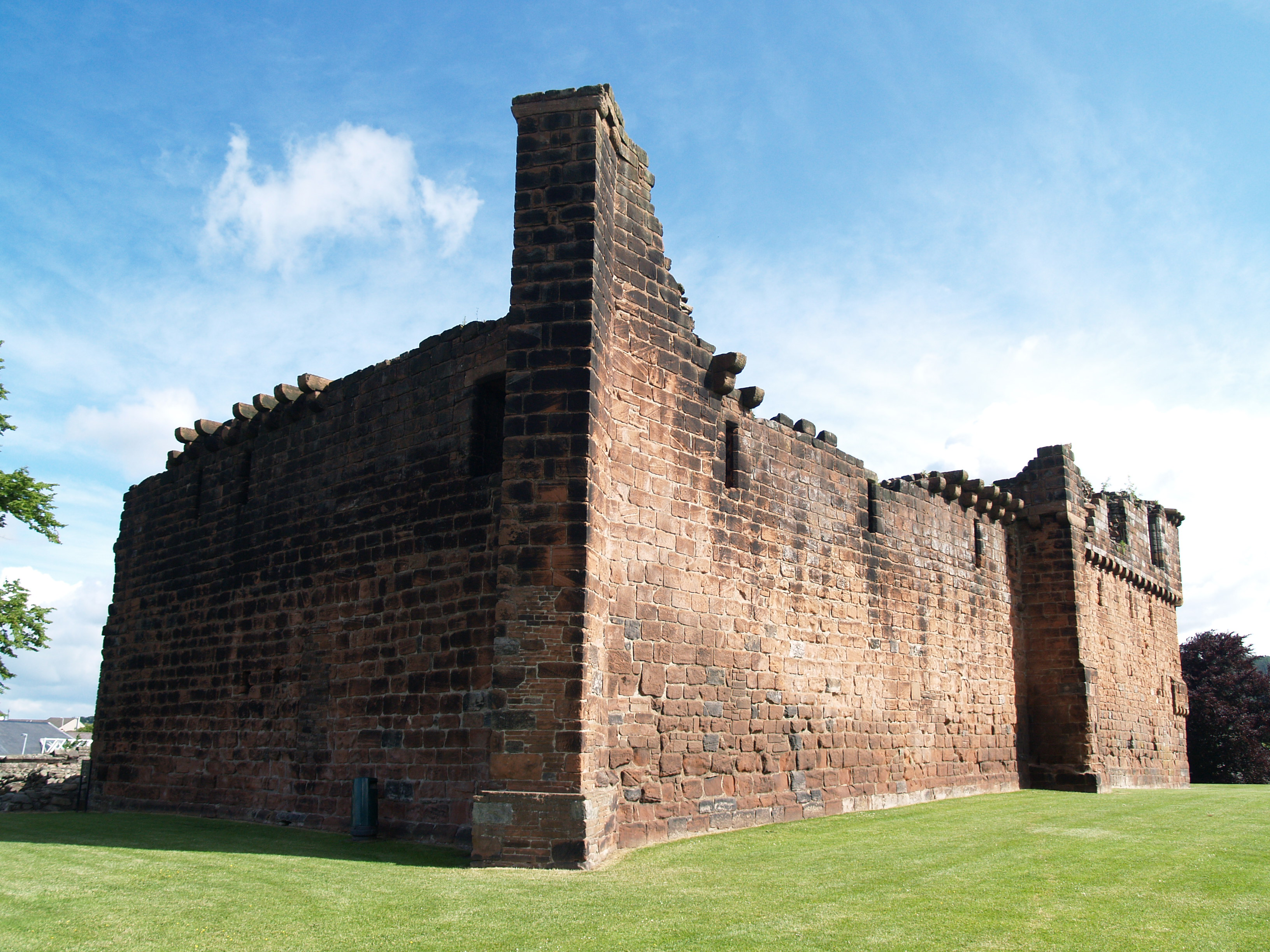
Heutige Ruinen von Penrith Castle von außen. (2008)

Nach Gloucesters widerrechtlicher Aneignung und seinem Tod in der Schlacht von Bosworth (1483–1485) blieben Burg und Stadt bis zur Regierungszeit Wilhelms III. Teil der Kronländereien. Dieser verlehnte sie zusammen mit den meisten anderen Kronbesitzungen in Cumberland 1696 an seinen Freund Johann Wilhelm Bentinck, 1. Earl of Portland. 1787 wurde die Burg von den Dukes of Portland an die Dukes of Devonshire verkauft. Diese verkauften sie später an die Lancaster & Carlisle Railway Company, die dort die den Bahnhof von Penrith baute. Die Ruine der Burg steht heute gegenüber dem Bahnhof. Sie ging später in das Eigentum der Stadtverwaltung von Penrith über, die in den 1920er-Jahren das Gelände in einen Park umwandelte und in der Nähe Wohnhäuser bauen ließ. Die wenigen Ruinen, die bis heute erhalten sind, wurden im 19. Jahrhundert als „nicht besonders interessant, was ihr Alter und ihre heutige Erscheinung angeht,“ beschrieben. Dies gilt auch heute noch:

The ruins are remarkable more for their extent than their magnificence: the chief objects of interest are the projecting corbels in the eastern front, which appear to have supported an open corridor; there are some large vaults, which were probably prisons. The walls, broken in many places, and intersected with remaining windows, assume, from different points of view, striking varieties of perspective scenery. After the great civil war, the edifice was dismantled, and part of the materials sold. (dt.: Die Ruinen sind eher aufgrund ihrer Ausdehnung als wegen ihrer Großartigkeit bemerkenswert: Die wichtigsten interessierenden Objekte sind die hervorstehenden Konsolen an der Ostfassade, die einen offenen Korridor getragen zu haben scheinen. Es gibt einige große Gewölbe, die vermutlich als Gefängnis dienten. Die Mauern, die an vielen Stellen beschädigt sind und durch die verbleibenden Fenster unterbrochen werden, bieten, aus unterschiedlichen Richtungen betrachtet, eine beeindruckende Vielfalt perspektivischer Szenerien. Nach dem großen Bürgerkrieg wurde das Gebäude abgerissen und Teile des Baumaterials verkauft.

Die Burg wird heute von English Heritage verwaltet und unterhalten, die sie als historisches Bauwerk I. Grades gelistet hat.